# Premio Annie Jump Cannon per l'astronomia
Il premio Annie Jump Cannon per l'astronomia (in lingua inglese Annie Jump Cannon Award in Astronomy) viene assegnato annualmente dall'American Astronomical Society (AAS) ad una donna residente nel Nord America, che ha ottenuto da non più di cinque anni un Ph.D., per i suoi importanti contributi in astronomia oppure in altri campi scientifici con un'applicazione immediata all'astronomia. La vincitrice viene invitata a tenere una conferenza in un incontro dell'AAS e riceve un compenso di 1.500$.
Dal 1973 al 2004 il premio è stato conferito dall'American Association of University Women su indicazione della AAS. L'assegnazione del premio è tornata ad essere fatta dalla AAS nel 2005. Il premio è così chiamato in onore dall'astronoma americana Annie Jump Cannon, ed è l'unico premio in astronomia riservato alle donne.

## Cronotassi delle vincitrici
- 1934 - Cecilia Payne Gaposchkin
- 1937 - Charlotte Moore Sitterly
- 1940 - Julie Vinter Hansen
- 1943 - Antonia Maury
- 1946 - Emma Vyssotsky
- 1949 - Helen Sawyer Hogg
- 1952 - Ida Barney
- 1955 - Helen Dodson Prince
- 1958 - Margaret Mayall
- 1962 - Margaret Harwood
- 1965 - Erika Böhm-Vitense
- 1968 - Henrietta Hill Swope
- 1974[2] - Beatrice Tinsley
- 1976[2] - Catharine Garmany
- 1978[2] - Paula Szkody
- 1980[2] - Lee Anne Willson
- 1982[2] - Judith Young
- 1984[2] - Harriet Dinerstein
- 1986[2] - Rosemary Wyse
- 1988[2] - Karen Jean Meech
- 1989[2] - Jacqueline Hewitt
- 1990[2] - Claudia Megan Urry
- 1991[2] - Jane X. Luu
- 1992[2] - Elizabeth Lada
- 1993[2] - Stefi Baum
- 1994[2] - Andrea Ghez
- 1995[2] - Suzanne Madden
- 1996[2] - Joan Najita
- 1997[2] - Chung-Pei Ma
- 1998[2] - Victoria M. Kaspi
- 1999[2] - Sally Oey
- 2000[2] - Alycia J. Weinberger
- 2001[2] - Amy Barger
- 2002[2] - Vicky Kalogera
- 2003[2] - Annette Ferguson
- 2004[2] - Sara Ellison
- 2006 - Lisa Kewley
- 2007 - Ann Hornschemeier
- 2008 - Jenny Greene
- 2009 - Alicia M. Soderberg
- 2010 - Anna Frebel
- 2011 - Rachel Mandelbaum
- 2012 - Heather Knutson
- 2013 - Sarah Dodson-Robinson
- 2014 - Emily Levesque
- 2015 - Smadar Naoz
- 2016 - Laura A. Lopez
- 2017 - Rebekah Dawson
- 2018 - Lauren Ilsedore Cleeves
- 2019 - Blakesley Burkhart
- 2020 - Caroline Morley
- 2021 - Laura Kreidberg
- 2022 - Eve Lee
- 2023 - Marta Bryan